# Ruudt Peters

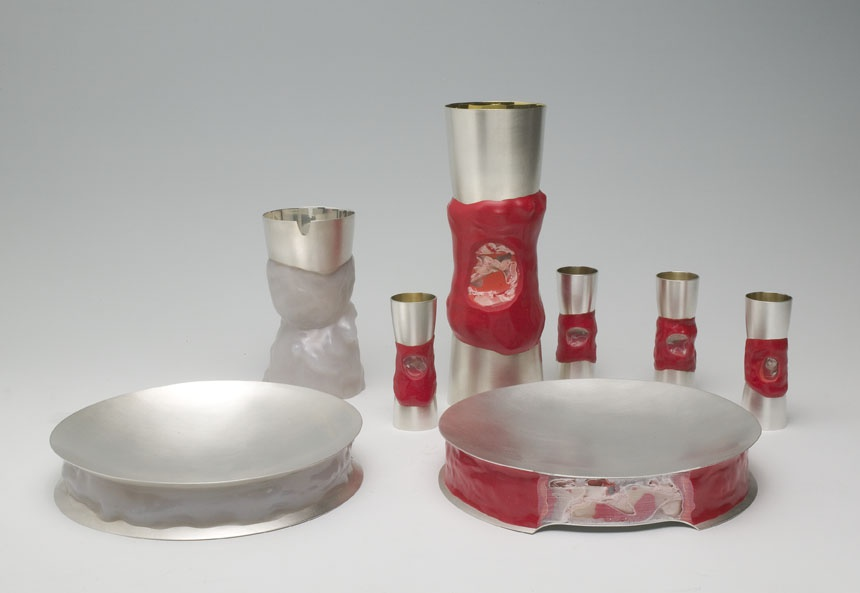
Avondmaalsbekers en schalen uit de collectie van het Museum Catharijneconvent

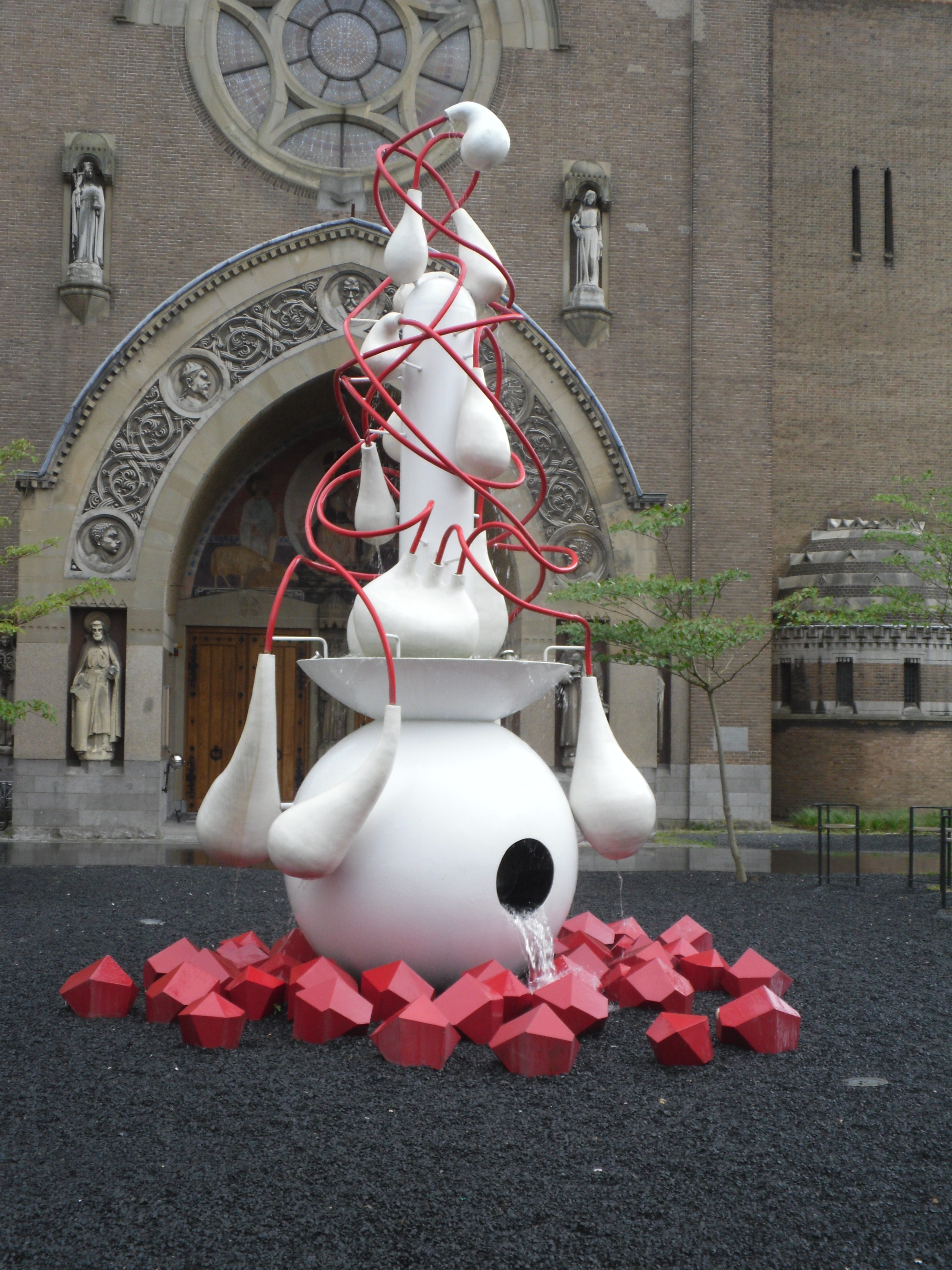
Jeroen Boschplein, 's-Hertogenbosch. Fontein in de vorm van een constructie uit het schilderij Tuin der lusten (linkerpaneel) van Jeroen Bosch

Marinus Petrus (Ruudt) Peters (Naaldwijk, 17 augustus 1950) is een Nederlands beeldend kunstenaar die actief is als sieraadontwerper, edelsmid en conceptueel kunstenaar. Peters leeft en werkt in Amsterdam.

## Biografie
Peters is opgeleid aan de Gerrit Rietveld Academie te Amsterdam (1970-1974).
In 1973 was Peters samen met Julius Wijffels een van de oprichters van Galerie Ekster (1973-1978) te Leeuwarden. Hij gaf les op de Hogeschool voor de Kunsten in Kampen (1984-1990) en aan de Gerrit Rietveld Academie (1990-2000).
Naast sieraden en beelden werkt Peters ook aan projecten in de openbare ruimte. Zo realiseerde hij een balustrade voor een woningbouwproject aan de Czaar Peterstraat te Amsterdam, een balustrade voor Cortille te Amstelveen en werkte hij aan het Alchemieproject Vinkhoek Kinkerstraat Amsterdam, de Oranje Kerk in Amsterdam en Helix in Hoofddorp. Ook de fontein voor het Jheronimus Bosch Art Center in Den Bosch is van zijn hand.
In 2004 ontving Peters de Herbert Hofmann-Preis, in 2005 gevolgd door de Marzee Prijs.
In 2010 werd aan hem de Françoise van den Bosch Prijs uitgereikt door de Stichting Françoise van den Bosch voor zijn oeuvre.

## Tentoonstellingen (selectie)
- 2010 - Ruudt Peters, Introducing, Galerie Rob Koudijs, Amsterdam
- 2011 - Ruudt Peters, Corpus, Galerie Rob Koudijs, Amsterdam